# Ronnie Shikapwasha
Ronnie Shikapwasha (* 25. Dezember 1947; † 15. Januar 2024 in Lusaka) war ein Politiker in Sambia.
Ronnie Shikapwasha war Karrieresoldat und pensionierter Generalleutnant und einstiger Oberkommandierender der Luftstreitkräfte der Sambischen Armee. Er war ferner ausgebildeter Theologe und Pastor einer freikirchlichen Gemeinde.
Ronnie Shikapwasha war Mitglied der Nationalversammlung Sambias für den Wahlkreis Keembe im Distrikt Chibombo, wo er für das Movement for Multiparty Democracy kandidierte. Er wurde Innenminister am 9. Februar 2003 und tauschte in einer Kabinettsumbildung am 10. Januar 2005 das Amt mit Kalombo Mwansa und wurde so Außenminister. Im Oktober 2006 kehrte er in das Amt des Innenministers zurück, als Präsident Levy Mwanawasa nach seiner Wiederwahl ein neues Kabinett bildete. Außenminister wurde Mundia Sikatana. Im Sommer 2015 war der frühere Minister wegen Amtsmissbrauchs angeklagt.

## Privatleben
Ronnie Shikapwasha hatte einen schweren Autounfall mit Wirbelsäulenverletzung. Er ist offenbar nur knapp einer Querschnittlähmung entronnen.